# Embalse de Alloz
El embalse de Alloz, también llamado pantano de Alloz, es un represamiento construido en 1930 en la cabecera del río Salado junto a la localidad de Alloz de donde toma el nombre, situado en la Merindad de Estella, en la comarca de Estella Oriental al oeste de la Comunidad Foral de Navarra.
El embalse de Alloz recibe las aguas de los ríos Ubagua y Salado, siendo el primero el que aporta la mayor parte del caudal.

## Funcionalidad
El embalse se utiliza para acumulación de agua para riego y la obtención de hidroelectricidad principalmente, así como también sirve de sistema de regulación del propio caudal del río.

## Zona deportiva
El embalse sirve además para la práctica deportiva, teniendo lugar:
- Cursos de vela.[2]
- Competiciones, como ocurre con la prueba de natación en la Half Triathlon Pamplona-Iruña.[3][4]
- Otras actividades recreativas, tanto acuáticas; surf, windsurf o la pesca, como terrestres; senderismo.[5]